# Districtul Malësi e Madhe

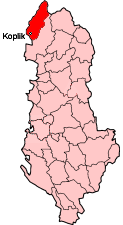
Districtul Malësi e Madhe în Albania

Malësi e Madhe este un district în Albania.
1. 1 2  GeoNames